# Педедзе
Пе́дедзе или Пе́детси (латыш. Pededze, эст. Pedetsi jõgi, историческое русское название Педдец) — река, протекающая по территории Эстонии, её границе с Псковской областью России и Латвии. В русле реки находится стык границ трёх стран, а также крайняя западная точка основной части России (за исключением островов и Калининградской области). Своё начало берёт с юго-восточного склона возвышенности Хаанья, далее течёт на юг и восток. Река является правым притоком реки Айвиексте.
Длина реки 159 километров, площадь бассейна 1690 км². По территории Латвии река протекает 131 километр. По территории Эстонии река протекает всего 26 километров. 8 км река проходит по российско-эстонской границе (российский берег — левый).
Основные притоки:
- левые: Виргулица, Крутупе, Игриве, Сита, Бебрупе;
- правые: Акавиня, Сарканите, Алуксне, Дамбите, Иеведне, Папарзе, Мугурупе, Мугурве, Крусталице, Аудиле, Тирогравис[4].